# سيرالونغا دي كريا
سيرالونغا دي كريا (بالإيطالية: Serralunga di Crea)‏ هي بلدية في مقاطعة ألساندريا في إقليم بييمونتي في إيطاليا.

## السكان
في سنة 1861 بلغ عدد السكان 1٬079 نسمة، وتطور العدد ليصل في سنة 2011 لـ 579 نسمة.
يظهر هذا المخطط البياني تطور النمو السكاني لـ سيرالونغا دي كريا